# Mattia Mustacchio
Mattia Mustacchio (Chiari, 17 de maio de 1989) é um futebolista da Itália que joga pelo Crotone, equipe que disputa a Serie B italiana.